# クリントン (ミシシッピ州)
クリントン（英: Clinton）は、アメリカ合衆国ミシシッピ州のハインズ郡にある都市。人口は2万8100人（2020年）。州都ジャクソンの西に位置しており、ジャクソン都市圏に含まれる。

## 歴史

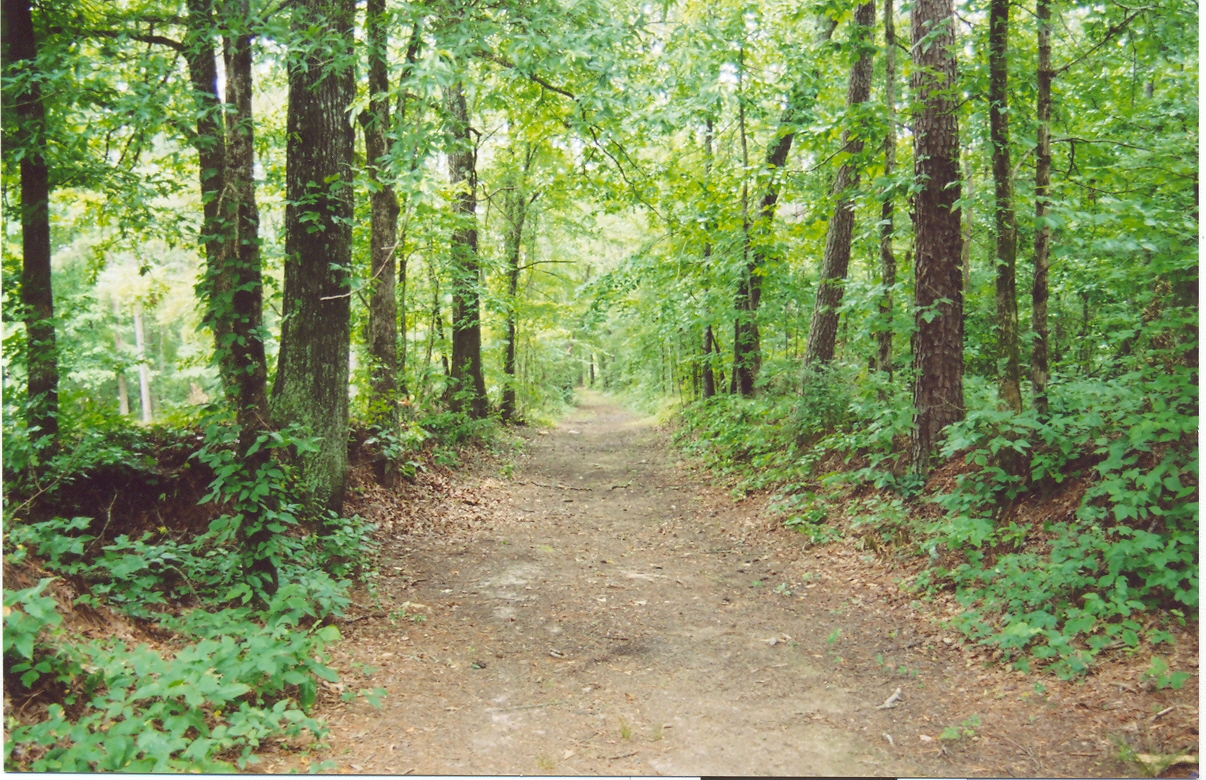
オールド・ナチェズ・トレース、2002年撮影

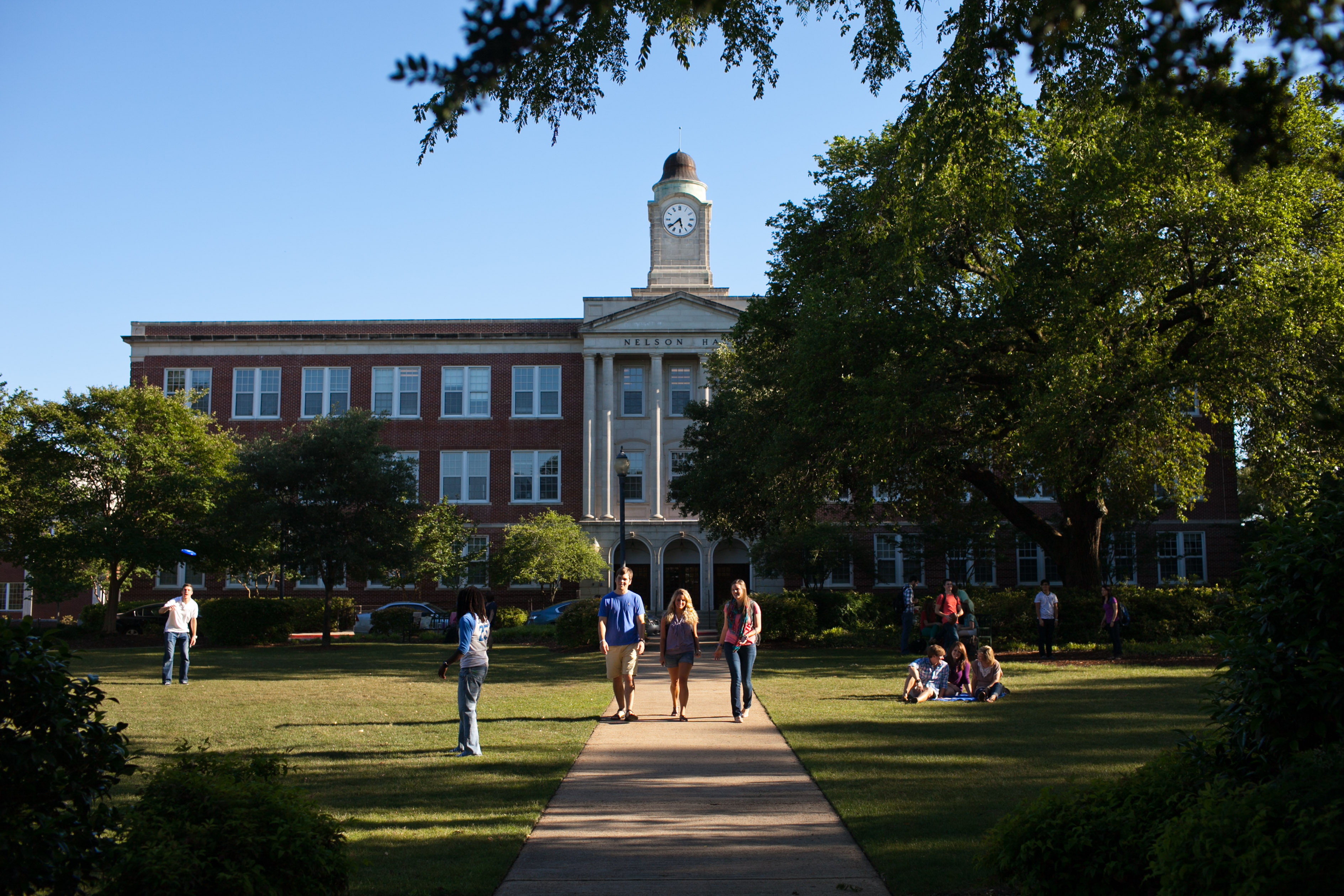
ミシシッピ・カレッジのネルソン・ホール

クリントンは1823年に設立され、当初は「マウント・サラス」と呼ばれており、「健康の山」という意味があった。1812年に建てられた第3代ミシシッピ州知事ウォルター・リークのプランテーションハウスがあった場所の名前であり、現在の市内にあった。1828年、元ニューヨーク州知事で、エリー運河の完成を指導したデウィット・クリントンにちなんで、現市名に改定された。
マウント・サラス、現クリントンを通る最初の道路はナチェズ・トレースであり、インディアンが古くから通り道にしていたものを改良したものだった。現在の市内には、アメリカ国道80号線、州間高速道路20号線、ナチェズ・トレース・パークウェイの3本の幹線道路が通っている。
クリントンにあるキリスト教系大学のミシシッピ・カレッジは、1826年1月24日にハンプステッド・アカデミーとして設立された、ミシシッピ州では最古のカレッジであり、ジェファーソン・カレッジに次いで州内2番目の男子カレッジだった。ミシシッピ・カレッジは、バプテスト教会の大学として世界で2番目の大学であり、女子の学位を認めて、国内では2番目の男女共学大学となった。クリントン市内には、「クリントン・アローズ」と「ミシシッピ・カレッジ・チョクトーズ」と呼ばれるスポーツチームの本拠地がある。1853年にセントラル・フィーメイル・インスティテュートとして設立された女子大だったヒルマン・カレッジは、中央バプテスト協会が支援している。1891年に現在の名称に変えた。マウント・ハーモン・フィーメイル・セミナリーは1875年にサラ・アン・ディッキーが設立した黒人用カレッジだった。1924年に学生が共学校に移籍したときに閉鎖された。
1831年に建設されたクリントン・ビックスバーグ鉄道は州内で2番目の鉄道だった。クリントン市から年間2万俵の綿花出荷に貢献した。その量はヴィックスバーグからメリディアンの間の市では最大だった。周辺3郡で生産された綿花はクリントンで集められ、鉄道でミシシッピ川のグランドガルフに運ばれた。
南北戦争のとき、南軍も、また、ユリシーズ・グラント中将やウィリアム・シャーマン少将の指揮する北軍も、1863年5月に、ビックスバーグの戦いに向かう途中で、短時間クリントンを占領した。グラントは南軍の将軍であるジョン・C・ペンバートンがクリントンで攻撃を掛けて来るものと誤った判断をしていた。この方面作戦でグラントは最終的にビックスバーグを落とした。
1875年9月の選挙運動中に、共和党の政治集会がクリントン中心街で開催され、3,000人の人々が集まり、州知事アデルバート・エイムズやその他著名な演説者を待っていた。それが白人暴徒によって妨害された。その攻撃は「クリントン暴動」と呼ばれるものになり、その夜から数日の間に武装した白人が列車で到着し、広く黒人を攻撃したので、白人は数人、黒人は推計で50人が死亡することになった。黒人の犠牲者の中には学校の教師、教会の指導者、地元共和党の組織者が含まれていた。白人はそれ以前の選挙ごとに黒人と白人の共和党員を攻撃してきており、その年は民兵組織の「赤シャツ」が州内で立ち上がって黒人の投票を抑えた。アメリカ合衆国政府は州知事からの保護の訴えに応えて多くの軍隊を派遣した。その秋は選挙に絡む暴力沙汰が続き、白人民主党員が州議会を制したので、レコンストラクション時代の終焉を告げる政治的な転換期となった。
第二次世界大戦中、町の南にキャンプ・クリントンが設立され、ドイツ人戦争捕虜の収容所となって、約3,000人を収容した。捕虜の大部分はドイツアフリカ軍団からのものだった。この戦争で捕まえられたドイツ人将軍40人の中で、35人がキャンプ・クリントンに収容された。ドイツ人捕虜はアメリカ陸軍工兵司令部が行ったミシシッピ川流域の複製モデル建設のための労働力を提供し、洪水制御に使われた。
クリントン市はフォーチュン500に入る会社があることで、全米一小さな都市だった。1990年代半ばから2002年まで電気通信事業者であるワールドコムの本社があった。同社はその後アメリカ史の中でも最大の会計スキャンダルのために経営破綻した。財務上の取り扱いにより、CEOのバーナード・エバーズとCFOのスコット・サリバンを詐欺に絡む有罪とした。同社は社名をMCIと変更し、本社はバージニア州アシュバーンに移転した。その後継社であるベライゾン・コミュニケーションズがスカイテルを所有している。そのスカイテルはクリントン市にあるワールドコムの大型施設だったものを現在も使っている。
2011年4月15日午前11時頃（中部夏時間）、改良藤田スケールEF3の竜巻がクリントン市を襲った。州間高速道路20号線近くで損傷を与え、バンクプラスのビルが全壊した。マラコ・レコーズも破壊された。この竜巻による負傷者は10人だった。

## 地理
クリントン市は北緯32度20分30秒 西経90度19分18秒 / 北緯32.34167度 西経90.32167度 (32.3415342, −90.3217585)に位置しており、標高は385フィート (109 m) である。
アメリカ合衆国国勢調査局の2010年国勢調査に拠れば、市域全面積は42.147平方マイル (109.16 km2)であり、このうち陸地41.822平方マイル (108.32 km2)、水域は0.325平方マイル (0.84 km2)で水域率は0.30%である。

## 人口動態

### 2010年国勢調査
| 基礎データ - 人口: 25,216 人 - 世帯数: 9,328 世帯 - 平均構成人数 - 世帯: 2.54人 - 人口密度: 231.0人/km2 (598.3人/mi2） - 収入の中央値 - 世帯: 56,539米ドル - 貧困線以下 - 対人口: 9.1% | 人種別人口構成 - 白人: 60.1% - アフリカン・アメリカン: 33.9% - ネイティブ・アメリカン: 0.2% - アジア人: 4.1% - 太平洋諸島系: 0.0% - その他の人種: 0.7% - 混血: 1.0% - ヒスパニック・ラテン系: 1.5% |

### 2000年国勢調査
以下は2000年国勢調査による人口統計データである。
| 基礎データ - 人口: 23,347 人 - 世帯数: 8,328 世帯 - 家族数: 6,079 家族 - 人口密度: 378.1人/km2（979.2 人/mi2） - 住居数: 8,899 軒 - 住居密度: 144.1軒/km2（373.2 軒/mi2） 人種別人口構成 - 白人: 74.92% - アフリカン・アメリカン: 22.53% - ネイティブ・アメリカン: 0.101% - アジア人: 1.54% - 太平洋諸島系: 0.02% - その他の人種: 0.26% - 混血: 0.64% - ヒスパニック・ラテン系: 0.87% | 年齢別人口構成 - 18歳未満: 24.7% - 18-24歳: 14.9% - 25-44歳: 27.6% - 45-64歳: 21.6% - 65歳以上: 11.2% - 年齢の中央値: 33歳 - 性比（女性100人あたり男性の人口） - 総人口: 89.3 - 18歳以上: 84.3 世帯と家族（対世帯数） - 18歳未満の子供がいる: 35.9% - 結婚・同居している夫婦: 56.0% - 未婚・離婚・死別女性が世帯主: 13.8% - 非家族世帯: 27.0% - 単身世帯: 23.1% - 65歳以上の老人1人暮らし: 8.4% - 平均構成人数 - 世帯: 2.60人 - 家族: 3.08人 | 収入と家計 - 収入の中央値 - 世帯: 47,092米ドル - 家族: 53,482米ドル - 性別 - 男性: 38,194米ドル - 女性: 27,458米ドル - 人口1人あたり収入: 20,586米ドル - 貧困線以下 - 対人口: 8.0% - 対家族数: 5.7% - 18歳未満: 9.8% - 65歳以上: 11.7% |

## 市政府
クリントン市はコード憲章形態の政府を運営しており、市内を6つの区に分けている。政体は1人の市長、6つの区からそれぞれ1人選出された市政委員と、市全体を選挙区に選ばれた1人の市政委員で構成されている。
2016年時点で、ミシシッピ州軍を少将で退役したフィリップ・R・フィッシャーが市長を務めている。市政委員はクリントン市のウェブサイトに示されている。

## 経済
過去の時点で、ワールドコムがクリントン市に本社を置いていた。2003年、同社は本社をバージニア州に移すと発表した。
自動車部品のメーカーであるデルファイ・コーポレーションが、1970年代初期から2009年に閉鎖するまでクリントンで工場を操業しており、ケーブルや配線用コネクターを製造していた。2009年遅くに工場が閉鎖されると、280人の職が失われ、生産はオハイオ州ウォーレンに移された。

## 教育

### 公立学校
クリントン市の公立学校はクリントン公共教育学区が管轄している。
クリントン公共教育学区には、幼稚園から12年生まで約5,000人の児童生徒がいる。この学区は常に州内でトップクラスの教育学区に位置づけられている。学校はクリントンパーク小学校（幼稚園と1年生）、ノースサイド小学校（2年生と3年生）、イーストサイド小学校（4年生と5年生）、ラベット小学校（6年生）、クリントン・ジュニア高校（7年生と8年生）、サムナーヒル・ジュニア高校（9年生）、クリントン高校（10年生から12年生）がある。この他にCHSキャリア・コンプレックスがあり、10年生から12年生に対してカレッジの準備と職業訓練を行う。またクリントン・オルタナティブ学校もある。近年クリントン公共教育学区が高校生全員にマックブック・エアーズを配布し、その他の学年には異なる電子装置を配布した。
共通試験の成績では、全ての学校がミシシッピ州の公立学校が獲得できる最高ランクの"A"を獲得しており、教育学区自体も"A"である。この試験は3年生以上を対象にしているので、幼稚園と1年生を対象にするクリントンパーク小学校は評価されていない。

### カレッジ
- ミシシッピ・カレッジ、1826年設立、ヒルマン・カレッジ（1853年-1942年）を取り込んだ

### 公立高校
- クリントン高校（10年生から12年生）

### 公立ジュニア高校
- サムナーヒル・ジュニア高校（9年生）
- クリントン・ジュニア高校（7年生と8年生）

### 小学校
- ラベット小学校（6年生）
- ノースサイド小学校（2年生から5年生）
- クリントンパーク小学校（幼稚園と1年生）

### 私立学校
- クリントン・クリスチャン・アカデミー（幼稚園から12年生）
- マウント・サラス・クリスチャン学校（幼稚園から12年生）

## プロスポーツ
ミシシッピ・ブリラは、アメリカ・サッカー体系の中で第4ランクであるユナイテッドサッカーリーグのUSLプレミアデベロップメントリーグに属するサッカーチームである。2007年にはサザン・カンファランスのミッドサウス・ディビジョンで試合を行い、テキサス州やルイジアナ州のチームと競った。ホームゲームはクリントン市内ミシシッピ・カレッジのロバート・P・ロンガボー・フィールドで行っている。

## 著名な出身者
- ランス・バス – ポップシンガー、俳優、プロデューサー、ポップ・グループのイン・シンクのメンバー
- テッド・デビアス – プロレスラー、牧師
- テッド・デビアス・ジュニア - プロレスラー